# Luis Carranza Ayarza
Luis Carranza Ayarza fue un médico, periodista y político peruano. Fue director del diario El Comercio entre 1875 y su muerte en 1898 junto con José Antonio Miró Quesada. Además fue fundador de la Sociedad Geográfica de Lima, miembro del Partido Civil, senador y diputado de la República del Perú.

## Biografía
Nació en la ciudad de Ayacucho el 10 de octubre de 1843, hijo del coronel Francisco Carranza Zavala y de Manuela Ayarza Carrasco. Fue el mayor de cuatro hermanos. Su padre falleció en la batalla de La Palma, en enero de 1855. Cursó sus primeros en la Escuela Municipal de Ayacucho y luego en el Colegio San Ramón de la misma ciudad. Terminado el cuarto año de secundaria se trasladó a Lima, y terminó sus estudios en el Colegio Guadalupe bajo la dirección de Sebastián Lorente.
En Lima, Luis Carranza vivió con su tía materna Dominga Carranza, esposa de Manuel José de Amunátegui, director fundador de El Comercio. Se inscribió en la Facultad de Medicina de San Fernando, y se licenció como médico cirujano en 1868. Siendo estudiante participó en el combate del 2 de mayo de 1866. Una vez graduado de médico, retornó a Ayacucho a ejercer su profesión. siendo elegido como diputado suplente ese mismo año.
Entre 1870 y 1873 vivió en Lima, en donde se convirtió en un activo organizador del Partido Civil. En 1873 retornó a Ayacucho para combatir una revuelta contra el gobierno. Al año siguiente estuvo en Andahuaylas atendiendo a las víctimas de una epidemia de tifus, lo que le valió ser elegido diputado por esa provincia hasta 1881.
En 1875, Carranza asumió conjuntamente con José Antonio Miró Quesada la administración del diario El Comercio constituyendo para ello la sociedad "Carranza, Miró-Quesada y Compañía". Debido al viaje de éste a Europa como delegado del gobierno peruano, asumió personalmente la dirección del periódico durante la Guerra del Pacífico haciendo oposición al dictadura de Nicolás de Piérola. Sufrió la censura de imprenta y el periódico dejó de publicarse entre el 16 de enero de 1880 y el 22 de octubre de 1883. En 1876 se casó con Zoila Valdez Perla.
Combatió en la defensa de Lima en San Juan y Miraflores. Herido en una de las batallas, se retiró a Tarma, donde editó el periódico El Perú. Estuvo al lado de su paisano Andrés Avelino Cáceres en la campaña de la Breña, y éste lo nombró finalmente ministro de Guerra. Peleó en Pucará, Marcavalle y Concepción y armó a las tropas con su propio peculio. Fue uno de los delegados de Cáceres para las negociaciones con Miguel Iglesias en 1884. Durante la presidencia de Andrés A. Cáceres, fue elegido senador por Ayacucho, cargo que ocuparía desde 1886 hasta su muerte.
En 1895 volvió a ser opositor al gobierno de Nicolás de Piérola. Fundó la Sociedad Geográfica de Lima en 1888. Se encargó del estudio de nuestras fronteras y de la organización del archivo del Ministerio de Hacienda, base del Archivo General de la Nación.
Murió el 28 de julio de 1898 de un ataque cardiaco. Su fotografía en la edición del día siguiente de El Comercio fue la primera que publicó ese diario. El retrato marca un hito dentro del periodismo peruano y dio origen al oficio del reportero gráfico